# 死冷
死冷（しれい、英:algor mortis）とは恒温動物の死後変化の1つで、死体の体温が外界の温度まで低下する現象。死後1 - 24時間程度で直腸温は外界の温度と等しくなる。死冷に至る時間は動物種、死因、環境温度、栄養状態により異なり、例えば体脂肪の多い動物種や肥満の動物では死冷に至る時間は長くなる。破傷風により死亡した個体では筋肉の高度の収縮により死後に体温が上昇する。